# Sistema tutorial inteligente
Um Sistemas Tutores Inteligentes (STI) é qualquer sistema de computador que fornece instruções diretas personalizadas ou feedback aos alunos, ou seja, sem a intervenção de seres humanos, ao mesmo tempo em que executa uma tarefa.  Assim, STIs implementam a teoria do aprender fazendo. Os STIs podem empregar uma variedade de tecnologias diferentes. No entanto, estes sistemas são geralmente mais estreitamente concebidos como sistemas de inteligência artificial, mais especificamente, sistemas especialistas feitos para simular os aspectos de um tutor humano. Sistemas tutores inteligentes surgiram no fim da década década de 1970, mas sua popularidade cresceu bastante nos anos 1990.

## A estrutura de um Sistema Tutor Inteligente
Sistemas tutores inteligentes são compostos por quatro diferentes subsistemas ou módulos: o módulo de interface, o módulo especialista, o módulo do aluno, e o módulo de tutor. O módulo de interface fornece os meios para que o aluno possa interagir com o STI, geralmente através de um interface gráfica e, por vezes através de um rica simulação do domínio de tarefas que o aluno está aprendendo (por exemplo, controle de uma usina ou realizando uma operação médica). O módulo especialista faz referência a um especialista ou modelo de domínio que contenha uma descrição dos conhecimentos ou comportamentos que representam competências no objeto de domínio no qual o STI está ensinando -- muitas vezes um sistema especialista ou um modelo cognitivo. Um exemplo seria o tipo de diagnóstico e subsequentes ações corretivas que um perito técnico tem quando confrontado com um termostato com defeito. O módulo estudante utiliza um modelo de aluno contendo descrições do conhecimento do aluno ou comportamentos, incluindo os seus equívocos e lacunas de conhecimento. Um aprendiz técnico pode, por exemplo, acreditar que um termostato também sinaliza temperaturas muito altas para um forno (equívoco) ou pode não saber sobre os termostatos que também medem a temperatura exterior (lacuna de conhecimento). A discrepância entre o comportamento ou o conhecimento de um aluno e o comportamento ou o conhecimento presumível do perito é um sinal para o módulo tutor que, posteriormente, tomar medidas corretivas, tais como o fornecimento de feedback ou instruções corretivas. Para ser capaz de fazer isso, ele precisa de informações sobre o que um tutor humano em tais situações faria: um modelo de tutor.
Um sistema tutor inteligente é apenas tão eficaz quanto os diversos modelos que dependem de forma adequada do perito ou especialista de cada modelo, aluno e tutor do conhecimento e do comportamento. Assim, a construção de um STI requer preparação cuidadosa em termos de descrever os conhecimentos e comportamentos possíveis de especialistas, estudantes e tutores. Esta descrição deve ser feita em uma linguagem formal, a fim de que o STI possa processar a informação e tirar conclusões, a fim de gerar feedback ou instrução adequada. Portanto, uma simples descrição não é suficiente, os conhecimentos contidos nos modelos devem ser organizados e ligados a um motor de inferência. É através da interação desta com os dados descritivos que o feedback na forma de tutoria é gerado .

## Arquitetura de um STI
A fim de garantir um ensino adaptado a cada aluno, tentando se aproximar do comportamento de um professor humano em sala de aula, os STI tem uma arquitetura baseada em quatro modelos:
Modelo do aluno: Módulo que armazena/modela as características individuais do aluno.
Modelo do tutor: Módulo que possui o conhecimento sobre as estratégias e táticas para selecioná-las em função das características do aluno (representadas no Modelo do aluno).
Modelo do Domínio: Módulo que detêm o conhecimento sobre a matéria no formato de regras de produção, estereótipos, etc.
Modelo da Interface: Módulo que intermedia a interação entre o tutor e o aluno.
As técnicas de IA empregadas na arquitetura de um STI compõem uma área de estudo específica da Ciência da Computação. Entre elas, destacam-se as técnicas de Inteligência Artificial Conexionista (IAC) e as técnicas de Inteligência Artificial Simbólica (IAS). As IAC usam “técnicas computacionais que modelam, de forma individual, o processamento de informações fortemente baseadas nas estrutura física conhecida como neurônio e suas ligações ou conexões, já as IAS buscam “representar o comportamento inteligente da mente humana por meio das ações, desconsiderando os mecanismos responsáveis pelo comportamento. ² 
Segundo ³, os módulos que compõem um STI são classificados de 5 maneiras, onde 3 são os principais módulos para sua operação, o módulo do aluno, o módulo do domínio e o módulo do tutor, que correspondem às funções vitais na operação do sistema, esses módulos não operam isoladamente e se comunicam entre si e buscam adequar o ambiente computadorizado às necessidades do usuário.
A ideia de criar um sistema de ensino adaptável que contribua significativamente para o ensino de forma eficiente tem sido o foco de diversos estudos na área de ciência da computação. Os STI se apresentam como uma ferramenta de grande importância para esse fim, e para ajudar nessa adaptação e personalização do ensino são utilizados os 6 princípios baseados na definição de educação personalizada, propostos por Victor Garcia Hoz em seu livro de 1988.
- Princípio da Singularidade

A singularidade parte da personalidade individual de cada pessoa. Esse traço singular, que caracteriza cada indivíduo, exige dos STI a capacidade de identificar essa personalidade e os modos singulares que cada pessoa aprende e produz conhecimento.
- Princípio da Criatividade

A criatividade permite expressar as múltiplas formas de ver e intervir no e sobre o mundo, o que a faz um dos princípios centrais da educação personalizada. Esse princípio implica viabilizar tecnicamente meios para que as pessoas desenvolvam sua capacidade criativa de organizar, registrar o pensamento e expressar sua criatividade enquanto aprendem.
- Princípio da Autonomia

Este princípio parte da premissa de que a pessoa é, de alguma forma, o princípio de suas próprias ações e, portanto, ter autonomia significa ser capaz de pensar por si próprio e de tomar decisões livres e responsáveis com uma postura crítica e reflexiva.
- Princípio da Liberdade

Para a educação personalizada é importante desenvolver a capacidade de escolher ou, em outros termos, de educar para realizar boas escolhas. Contudo a liberdade relacionada à iniciativa pessoal presume que se façam escolhas não apenas entre as possibilidades apresentadas mas também entre as que serão descobertas pelos alunos.
- Princípio da Abertura

Este princípio possibilita o espaço para um comunicação efetiva, porém de forma paradoxal, Victor Hoz afirma em seu livro que “o homem dispõe de uma incomunicabilidade absoluta, ao mesmo tempo em que observa a necessidade de abertura comunicativa para outras pessoas”. O que remete à problemática complexa de comunicação entre humanos.
- Princípio da Comunicação

O princípio da comunicação parte da necessidade de se complementar o princípio da abertura quando tratamos de STI, esse princípio busca garantir uma comunicação aberta e clara e de forma mais efetiva entre humanos e computadores, um grande desafio para a área de interação humano-computador.

## Uso na prática
Tudo isso é uma quantidade substancial de trabalho, mesmo se ferramentas de autoria tenham se tornado disponíveis para facilitar a tarefa. Isto significa que a construção de um STI é uma opção apenas em situações em que, apesar dos seus custos de desenvolvimento relativamente altos, ainda reduz os custos globais através da redução da necessidade de professores humanos ou suficiente aumento da produtividade global. Estas situações ocorrem quando grandes grupos precisam ser tutelados em simultâneo, ou muitos esforços de tutoria replicados são necessários. Os casos em questão são as situações de treinamento técnico, como treinamento de recrutas militares e matemática do ensino médio. Um tipo específico de sistema de tutoria inteligente tutores cognitivos, foi integrada no currículo de matemática em um número significativo de escolas de ensino médio dos Estados Unidos, produzindo melhores resultados de aprendizagem do estudante em exames finais e testes padronizados. Sistemas inteligentes de ensino foram construídos para ajudar os alunos a aprender geografia, equações químicas, diagnóstico médico, programação de computadores, matemática, física, genética, etc.

## Exemplo STI desenvolvido com a tecnologia de Agentes
White Rabbit - É um sistema desenvolvido pelo Departamento de Informática e Pesquisa Operacional da Universidade de Montreal (Montreal - Canadá), e tem como objetivo aumentar a cooperação entre um grupo de pessoas pela análise de suas conversações. Cada usuário é assistido por um agente que estabelecerá um perfil de seu interesse. Com o comportamento móvel e autônomo, o agente busca agentes pessoais dos outros usuários, e caso eles tenham interesses em comum, são colocados em contato entre si.
Além disso, um agente Mediador é usado para mediar e facilitar a comunicação entre agentes pessoais e fazer os agrupamentos de perfis com base na descoberta dos interesses particulares de determinado grupo, para que o nível de cooperação das pessoas possa aumentar.

## Conferências de STI (ITS)
A conferência Intelligent Tutoring Systems era tipicamente realizada a cada dois anos em Montreal (Canadá) por Claude Frasson e Gilles Gauthier, em 1988, 1992, 1996 e 2000; Ocorreu em San Antonio (E.U.A.) por Redfield e Carol Shute Valerie, em 1998; Ocorreu em Biarritz (França) e San Sebastian (Espanha), Gouardères Guy e Stefano Cerri em 2002; Ocorreu em Maceió (Brasil) por Rosa Maria Vicari e Fábio Paraguaçu, em 2004; Ocorreu em Jhongli (Taiwan) por Chan Tak-Wai em 2006. A conferência voltou recentemente a ocorrer em Montreal, em 2008 (pelo seu aniversário de 20 anos) por Roger Lajoie Nkambou e Susanne. A ITS'2010 será realizada em Pittsburgh (E.U.A.) por Jack Mostow, Judy Kay, e Vincent Aleven. A The International Artificial Intelligence in Education (AIED) Society publica o The International Journal of Artificial Intelligence in Education (IJAIED) e produz a Conferência Internacional sobre Inteligência Artificial em Educação em todos os anos ímpares. A American Association of Artificial Intelligence (Associação Americana de Inteligência Artificial) (AAAI) (www.aaai.org) às vezes tem simpósios e trabalhos relacionados com sistemas inteligentes de tutoria. Um número de livros têm sido escritos sobre STI incluindo três publicados por Lawrence Erlbaum Associates.

## Possibilidades de Utilização de um STI
A ideia de criar um sistema de ensino adaptável que contribua significativamente para o ensino de forma eficiente tem sido o foco de diversos estudos na área de ciência da computação. Os STI se apresentam como uma ferramenta de grande importância para esse fim, e para ajudar nessa adaptação e personalização do ensino são utilizados os 6 princípios baseados na definição de educação personalizada, propostos por Victor Garcia Hoz em seu livro de 1988.

### Livros
- Foundations of Intelligent Tutoring Systems By Polson, Martha C. Polson, J. Jeffrey Richardson, Elliot Soloway
- Intelligent Tutoring Systems: Lessons Learned  By Joseph Psotka, Leonard Daniel Massey, L. Dan Massey, Sharon
- Frasson, Claude; Gauthier, Gilles (eds.) (1990). Intelligent Tutoring Systems. At the crossroads of artificial intelligence and education (em inglês). Norwood, New Jersey: Ablex. 291 páginas. ISBN 0-89391-625-0
- Sleeman, D.; Brown, J.S.(eds.) (1982). Intelligent Tutoring Systems (em inglês). Orlando: Academic Press Associates. 345 páginas. ISBN 0-12-648681-6
- Evens, Martha & Joel Michael. One-on-one Tutoring by Humans and Computers. Routledge (2005).

### Artigos
- Sistemas Tutores Inteligentes que Detectam as Emoções dos Estudantes: um Mapeamento Sistemático
- Intelligent Tutoring Systems: An Historic Review in the Context of the Development of Artificial Intelligence and Educational Psychology
- Intelligent Tutoring Systems: The What and the How
- What is an Intelligent Tutoring System?
- Intelligent Tutoring Systems: Using AI to Improve Training Performance and ROI
- A Framework for Model-Based Adaptive Training